# 世良田村事件
世良田村事件（せらだむらじけん）とは、1925年（大正14年）に群馬県新田郡世良田村（現・太田市世良田町）字下原の被差別部落で起きた騒擾事件。世良田事件、世良田村水平部落襲撃事件などとも呼ぶ。

## 発端（水平社によるリンチ事件）
1924年（大正13年）12月31日、世良田村三ツ木（現・伊勢崎市境三ツ木）の一般民の室田忠五郎が佐波郡境町（現・伊勢崎市境）の材木商田島美一郎方で「俺はボロを着ていてもチョウリンボウ（被差別部落民の賤称）ではない」などと発言し、それを剛志村上武士（現・伊勢崎市境）の剛志水平社同人の松島滝次郎が聞きとがめた。
1925年1月2日午後5時頃、剛志水平社や下原水平社の同人ら数十名は室田を松島滝次郎方に監禁し、取り囲み、糺弾を加えた。その内容は、以下の通りであった。
- 1月2日午後5時頃から翌1月3日午前4時まで室田を跪坐させる[2]。
- 剛志水平社の坂本伊勢五郎は「チョウリンボウの着物と貴様たちの着物に差があるか」「犬猫でも返事をする。耳が遠いか」などと室田を詰問し、胸ぐらをつかんで小突き回し、頬を殴打する[2]。
- 剛志水平社の関根新太郎は室田の胸ぐらをつかんで小突き回しながら「チョウリンボウの着物と貴様らの着物は違うか」と難詰し、突き飛ばす[3]。
- 剛志水平社の川田軍蔵は「そんな責め方では駄目だ」と言いながら室田の横鬢を殴り、足で室田の頬を蹴り、板の間に蹴倒し、室田の左前額部に全治14日の傷害を加える[3]。
- 下原水平社の松島喜三次は、室田が滝次郎方の小縁に座っているのを「そこでは話がわからん」と両手をつかみ、座敷の中央に引きずり上げ、「なぜ差別的言辞を弄したか」と胸ぐらをとって小突き回す[3]。
- 下原水平社の松島秋芳は他の者の詰問を「まだやり足りない、もっとやれ、もっとやれ」と声援し、室田の尻を蹴飛ばし、かつ顔を殴って転倒させ、他の水平社同人らと呼応して「ぶん殴れ、水をかけろ」「広瀬川に持って行って漬けろ、脳みそを入れ替えるぞ」と怒号する[3]。

この結果、室田は自らの非を認めさせられ、謝罪の講演会を開くこと、講演会の開催費用は自己負担することを約束させられたが、村の交渉委員の栗原丑吉たち下新田の一般民の反対を受けて講演は中止となる。憤慨した下原水平社の松島粂蔵や橋本庄蔵らが「丑吉の野郎をぶっ殺してしまう」と放言したため、栗原丑吉たちは水平社の来襲に備えて竹槍を用意した。なお室田に対する上記のリンチ事件については、のちに脅迫罪・傷害罪・監禁罪で水平社同人ら5名が起訴され、坂本と関根と川田が懲役6月の実刑判決、松島喜三次と松島秋芳はそれぞれ懲役5月・執行猶予3年の有罪判決を受けている。
この室田リンチ事件について、水平社側の立場から報じた『水平月報』1925年2月15日号では「本年一月二日松島君は忠五郎を自宅に招き、淳々と其不心得を諭した、此時、世良田村の同人は六名も立合つた其結果、忠五郎はよく理解し、自己反省を幾度か弁じ」云々と記したのみで、集団暴力の事実に一言も触れていない。
部落解放同盟の立場から書かれた丸山友岐子『解放への飛翔』82頁では、室田へのリンチ事件が一部の新聞のヨタ記事として片付けられており、水平社同人5名への有罪判決については何も書かれていない。

## リンチへの報復（世良田村事件）
世良田村では上記事件の前、1923年から水平社の糺弾に対抗すべく、茂木高十郎の主唱で、下原を除く12の字（あざ）、すなわち
1. 西今井
2. 世良田
3. 粕川
4. 出塚
5. 三ツ木
6. 徳川
7. 平塚
8. 米岡（南北）
9. 境
10. 女塚
11. 小積田
12. 神矢島

の村民による自警団が結成されていた。この自警団は、関東大震災（1923年9月1日）における混乱を意識して作られたものであった。
下原部落では下新田の一般民の動向を怪しみ、松島松蔵・橋本新助・松島幸八ら数名の部落民がおのおの棍棒を携えて下新田区長の栗原岩吉に押しかけ、表障子を押し開いて「親爺いたか」と怒鳴りこんだ。これがきっかけで下新田の一般民と下原部落の住民の間に衝突乱闘が始まった。下新田の自警団を中心として、1925年（大正14年）1月18日の晩に12の字から約2000人の農民が手槍や日本刀やピストルや棍棒を持って集結し、松島松蔵らに「チョウリンボウ出て来い、決死隊があるなら出て来い」などと叫び、翌朝にかけて23戸120人の下原部落を襲撃、これにより36名の負傷者が出た。その内容は、以下の通りであった。
- 自警団の富岡学治らが「下原部落を総攻撃するのだ」と言いながら松島キン方を襲い、裏手の雨戸を竹槍で破壊する[9]。
- 自警団の小幡愛三らが金棒を携え、松島才治郎方を襲い、「恨みを晴らすはこの時だ」と怒号しながら才治郎を殴打する[9]。
- 自警団の小林寅造らが手鳶を携え、「チョウリンボウやってしまえ」と叫びながら松島才治郎方を襲撃[10]。
- 自警団の清水新三郎らが竹槍を携え、松島カツ方を襲い、松島粂蔵に「この野郎が御大だ、ぶっ殺してしまえ」と叫びながら粂蔵を殴打[10]。さらに松島才治郎方・松島三五郎方・松島鶴松方に押し寄せ、「チョウリンボウ根絶やし」と怒号[10]。
- 自警団の城田親蔵が金槌を携え、橋本梅吉方を襲い、「糺弾の恩返しだ」と怒号しつつ金槌で橋本家の表雨戸を破壊[10]。
- 自警団の茂木勇らが長さ5尺ほどの竹棒を携え、松島鶴松方で松島幸八に「平素口やかましきことを言いながら、口先ばかり詫びて済むか」と難詰[10]。

水平社も埼玉県から援軍を呼んで反撃したが、下原部落の住民7人が負傷したほか、部落民の住宅12戸が破壊された。住宅の戸障子、家具、壁などは手当たり次第に破壊され、焚火に投げ込まれた。
この結果、一般民の側からは153名が検挙され、うち76名が騒擾罪で起訴された。
1925年（大正14年）6月10日、前橋地方裁判所は19人に懲役6ヶ月から懲役4ヶ月（一部執行猶予付き）の判決、49人に罰金刑を言い渡した。このうち9人が控訴。同年12月21日、東京控訴院は小幡与平に再び懲役6ヶ月を言い渡したものの、小屋鎌三ら3人については無罪を言い渡した。

## 事件の評価・分析
世良田の一般地区の者は、事件の背景について「糾弾が原因」、「（水平社による）暴力行為があったのに、警察が何もしないから」、「やむにやまれずという気持ち」、「こっちにしてみれば、何を今頃んなって、糾弾している時は何もしねぇでという気持ちがあるかんな。司法（警察）が介入して糾弾を止めさせることができねぇんだから。警察に対する恨みみたいなのもあったさ」と説明している。また糾弾についても「吊るしあげだな」、「反省して、人間が変わるって、そう言わざるをえねえんじゃ」と述べている。また、暴徒の出自についても「だいぶ応援に来てね、普段見ねえ人が。よそからの人が派手に暴れたのさ」としている。
検事長谷川寧は『水平運動並に之に関する犯罪の研究』で「世良田村に於ける部落襲撃事件の如きは、徹底的糺弾の薬がききすぎて普通民の反感を買った結果であることは、何人も認むる所である。水平運動に対する頂門の一針であり、暁に響く警鐘であらねばならぬ。心せよ水平社同人、古諺に『過ぎたるはなお及ばざるが如し』と、蓋し名言なる哉」と記している。
この事件後、群馬県では糾弾闘争の数が激減した。また、関東水平社内でも糾弾をめぐり内部分裂が発生した。
なお、部落解放同盟の立場から書かれた丸山友岐子『解放への飛翔』85頁には、この事件で通りすがりの行商人1名（一般民）が部落襲撃への加勢を断ったために暴徒に殺されたと記されているが、この行商人の阿久津隅之丞（当時47歳、字出塚の者）は重傷を負っただけで死んではいない。